# Dmitrij Szatiłow
Dmitrij Władimirowicz Szatiłow, ros. Дмитрий Владимирович Шатилов (ur. 3 września?/15 września 1886 w Saratowie, zm. 6 grudnia 1953 w Vineland) – rosyjski wojskowy (pułkownik), emigracyjny działacz wojskowy, dowódca batalionu, a następnie 3 Pułku Rosyjskiego Korpusu Ochronnego podczas II wojny światowej.
Ukończył 3 korpus kadetów w Moskwie, zaś w 1909 r. pawłowską szkołę wojskową. Służył w stopniu podporucznika w lejbgwardii Pułku Izmajłowskim. Brał udział w I wojnie światowej. Został odznaczony m.in. Orderem Św. Włodzimierza 4 klasy. Doszedł do stopnia kapitana. W sierpniu 1917 r. wstąpił do antybolszewickiej organizacji oficerskiej w Piotrogradzie. W listopadzie tego roku wstąpił do nowo formowanych wojsk Białych. Od grudnia walczył w oddziale gen. Aleksandra N. Czerepowa. Pod koniec stycznia 1918 r. objął funkcję szefa oddziału przygotowawczego sztabu polowego Armii Ochotniczej gen. Antona I. Denikina. Uczestniczył w 1 Marszu Kubańskim (Lodowym) w szeregach 3 Kompanii Pułku Oficerskiego (Markowskiego). W sierpniu 1918 r. został adiutantem gen. Aleksandra P. Kutiepowa. Był ranny. W połowie listopada 1920 r. wraz z wojskami Białych został ewakuowany z Krymu do Gallipoli. Na emigracji zamieszkał w Bułgarii, a następnie w Jugosławii. W 1925 r. został awansowany do stopnia pułkownika. Pracował jako urzędnik ministerstwa finansów w Belgradzie. Od 1938 r. był przewodniczącym pułkowego stowarzyszenia. Po ataku wojsk niemieckich na Jugosławię w kwietniu 1941 r., wstąpił do nowo formowanego Rosyjskiego Korpusu Ochronnego. Dowodził w stopniu pułkownika batalionem, a następnie 3 Pułkiem Korpusu. Po zakończeniu wojny wyjechał w 1948 r. do USA.